# Cnaemidophorus rhododactyla
Cnaemidophorus rhododactyla là một loài bướm đêm thuộc liên họ Pterophoroidea. Nó được tìm thấy ở Bắc bán cầu, ngoại trừ Greenland, Đông Nam Á và hầu hết Bắc Phi.
Sải cánh dài 18–26 mm.
Ấu trùng ăn các loài hoa hồng khác nhau, bao gồm Rosa rugosa.

## Hình ảnh

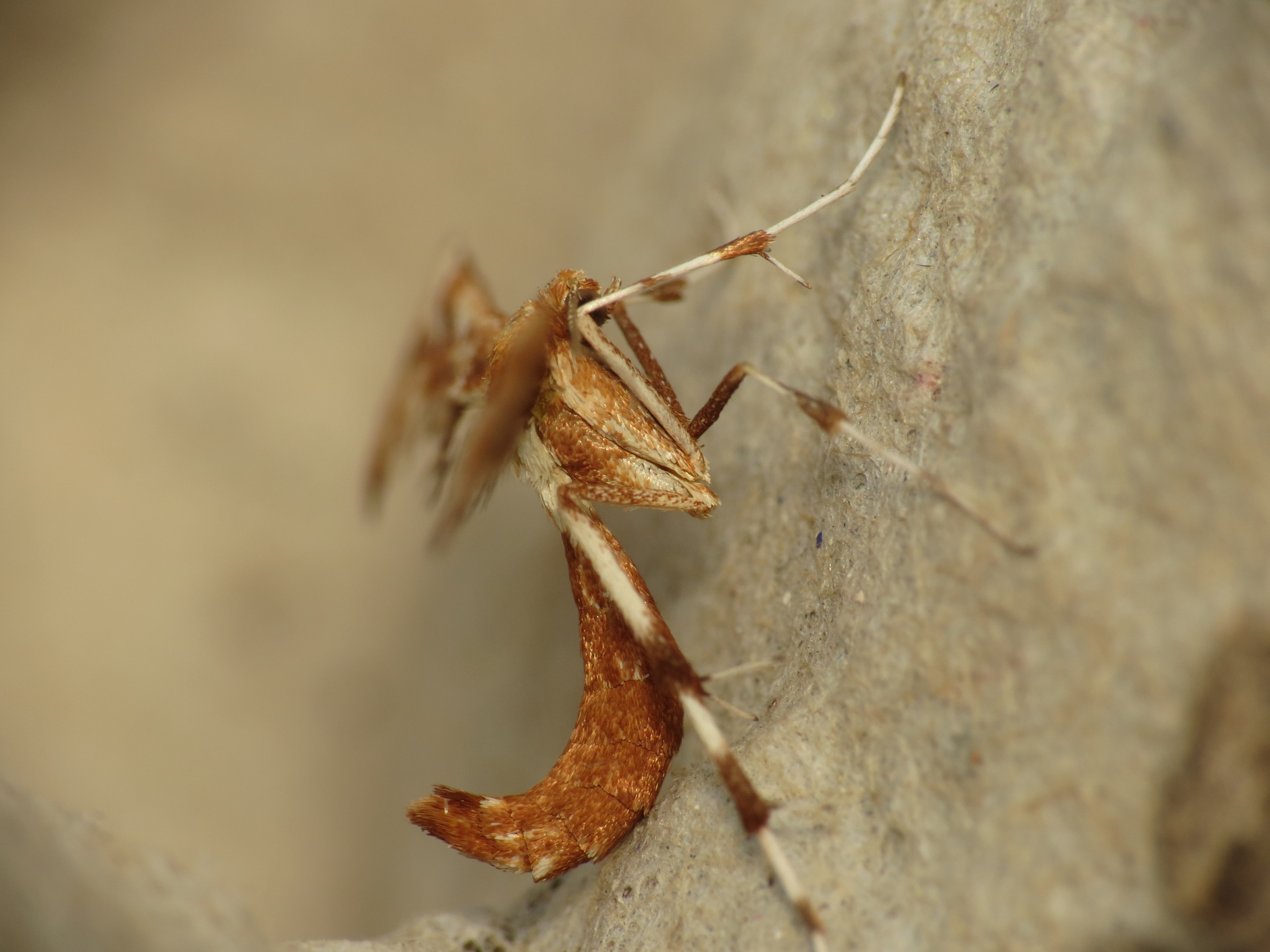
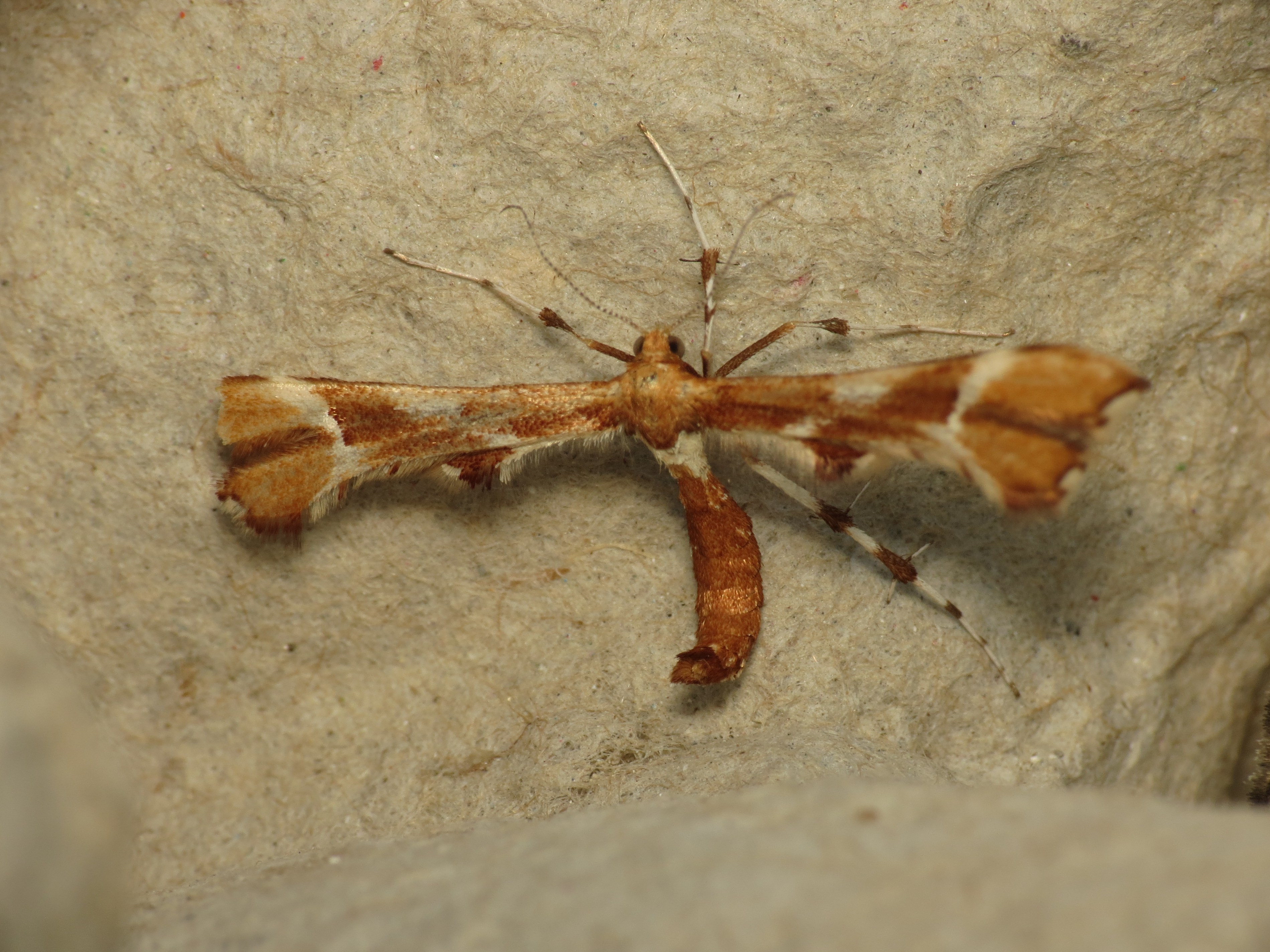
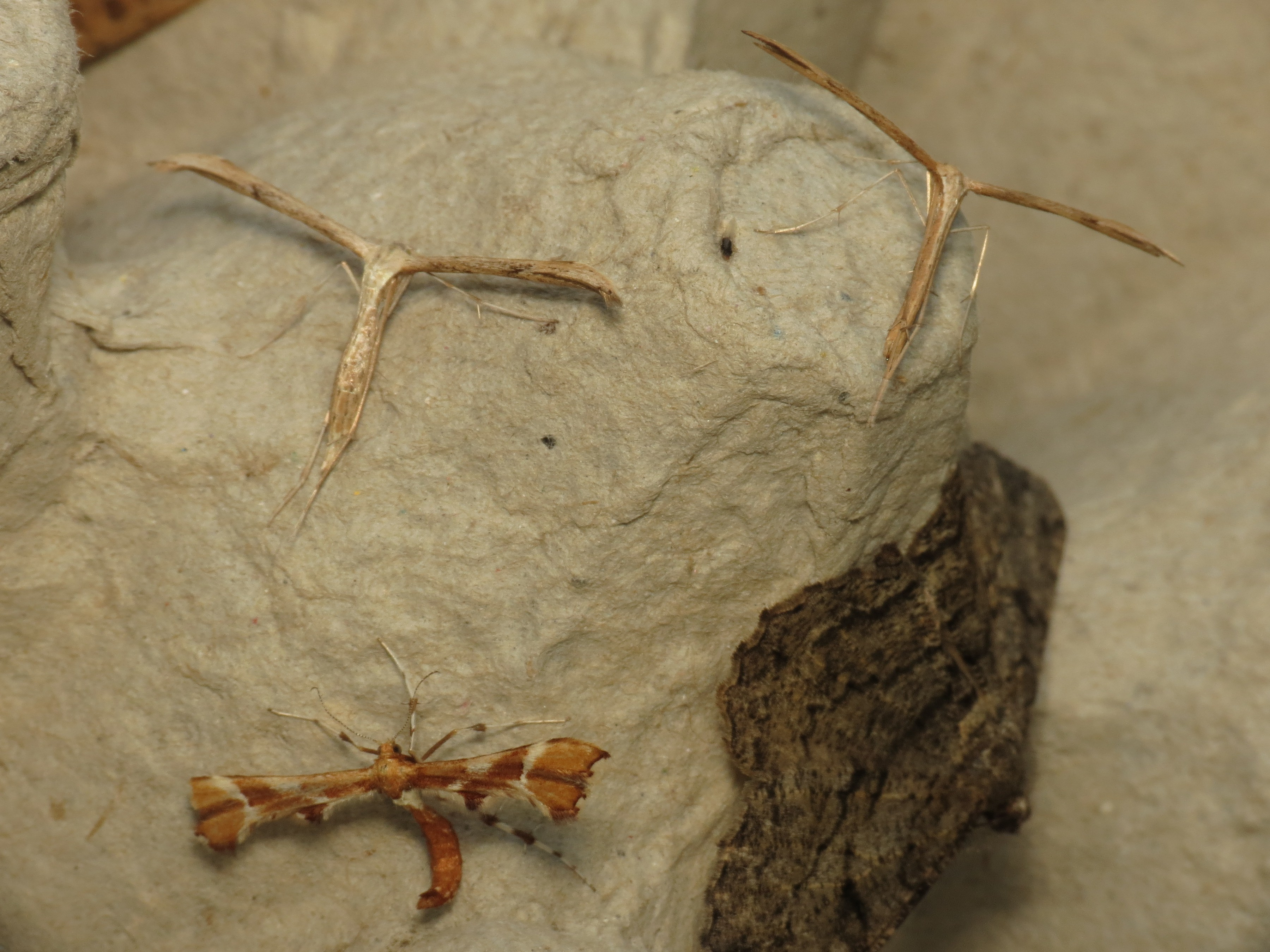